# Aeropuerto Internacional de Pafos
El Aeropuerto Internacional de Paphos (en griego: Διεθνής Αερολιμένας Πάφου) (código IATA: PFO - código ICAO: LCPH), está situado a 16 kilómetros de la ciudad de Pafos, al suroeste de Chipre, y es el segundo aeropuerto más importante del país, después del Aeropuerto Internacional de Lárnaca. 

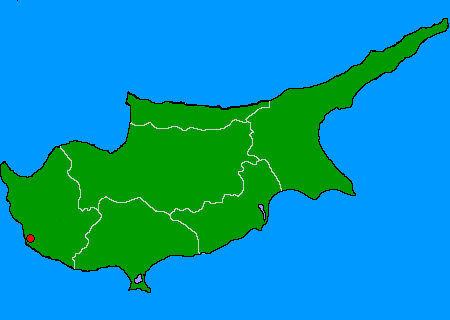
Ubicación de Pafos en la isla de Chipre.

## Aerolíneas y destinos
| Ciudades por país | Nombre del aeropuerto                                  | Aerolíneas                                                 |      |      |      |
| Asia              | Asia                                                   | Asia                                                       | Asia | Asia | Asia |
| ----------------- | ------------------------------------------------------ | ---------------------------------------------------------- | ---- | ---- | ---- |
| Israel            |                                                        |                                                            |      |      |      |
| Tel Aviv          | Aeropuerto Internacional Ben Gurión                    | Israir / Ryanair                                           |      |      |      |
| Haifa             | Aeropuerto Internacional de Haifa                      | airHaifa                                                   |      |      |      |
| Jordania          |                                                        |                                                            |      |      |      |
| Amán              | Aeropuerto Internacional Reina Alia                    | Ryanair                                                    |      |      |      |
| Europa            |                                                        |                                                            |      |      |      |
| Alemania          |                                                        |                                                            |      |      |      |
| Berlín            | Aeropuerto de Berlín-Brandeburgo Willy Brandt          | Ryanair                                                    |      |      |      |
| Colonia           | Aeropuerto de Colonia-Bonn                             | Ryanair                                                    |      |      |      |
| Memmingen         | Aeropuerto de Memmingen                                | Ryanair                                                    |      |      |      |
| Múnich            | Aeropuerto Internacional de Múnich-Franz Josef Strauss | Lufthansa (estacional)                                     |      |      |      |
| Austria           |                                                        |                                                            |      |      |      |
| Viena             | Aeropuerto de Viena-Schwechat                          | Laudamotion / Ryanair                                      |      |      |      |
| Bélgica           |                                                        |                                                            |      |      |      |
| Bruselas          | Aeropuerto de Bruselas Sur                             | Ryanair                                                    |      |      |      |
| Bulgaria          |                                                        |                                                            |      |      |      |
| Sofía             | Aeropuerto de Sofía                                    | Ryanair                                                    |      |      |      |
| Croacia           |                                                        |                                                            |      |      |      |
| Zagreb            | Aeropuerto de Zagreb-Pleso                             | Ryanair                                                    |      |      |      |
| Eslovaquia        |                                                        |                                                            |      |      |      |
| Bratislava        | Aeropuerto de Bratislava-Milan Rastislav Štefánik      | Ryanair (estacional)                                       |      |      |      |
| Estonia           |                                                        |                                                            |      |      |      |
| Tallin            | Aeropuerto de Tallin                                   | Ryanair (estacional)                                       |      |      |      |
| Francia           |                                                        |                                                            |      |      |      |
| Beauvais          | Aeropuerto de Beauvais-Tillé                           | Ryanair                                                    |      |      |      |
| Burdeos           | Aeropuerto de Burdeos-Mérignac                         | Ryanair                                                    |      |      |      |
| Marsella          | Aeropuerto de Marsella-Provenza                        | Ryanair                                                    |      |      |      |
| Toulouse          | Aeropuerto de Toulouse-Blagnac                         | Ryanair                                                    |      |      |      |
| Grecia            |                                                        |                                                            |      |      |      |
| Atenas            | Aeropuerto Internacional Eleftherios Venizelos         | Aegean Airlines / Ryanair                                  |      |      |      |
| La Canea          | Aeropuerto Internacional de La Canea                   | Ryanair (estacional)                                       |      |      |      |
| Miconos           | Aeropuerto Nacional de Míconos                         | Ryanair (estacional)                                       |      |      |      |
| Rodas             | Aeropuerto Internacional de Rodas-Diágoras             | Ryanair (estacional)                                       |      |      |      |
| Salónica          | Aeropuerto Internacional Macedonia                     | Ryanair                                                    |      |      |      |
| Hungría           |                                                        |                                                            |      |      |      |
| Budapest          | Aeropuerto de Budapest-Ferenc Liszt                    | Ryanair                                                    |      |      |      |
| Irlanda           |                                                        |                                                            |      |      |      |
| Dublín            | Aeropuerto de Dublín                                   | Ryanair                                                    |      |      |      |
| Italia            |                                                        |                                                            |      |      |      |
| Bérgamo           | Aeropuerto de Bérgamo-Orio al Serio                    | Ryanair                                                    |      |      |      |
| Bolonia           | Aeropuerto de Bolonia                                  | Ryanair                                                    |      |      |      |
| Nápoles           | Aeropuerto de Nápoles-Capodichino                      | Ryanair                                                    |      |      |      |
| Pisa              | Aeropuerto de Pisa                                     | Ryanair                                                    |      |      |      |
| Roma              | Aeropuerto de Roma-Ciampino                            | Ryanair                                                    |      |      |      |
| Treviso           | Aeropuerto de Sant'Angelo Treviso                      | Ryanair                                                    |      |      |      |
| Letonia           |                                                        |                                                            |      |      |      |
| Riga              | Aeropuerto Internacional de Riga                       | Ryanair                                                    |      |      |      |
| Lituania          |                                                        |                                                            |      |      |      |
| Kaunas            | Aeropuerto de Kaunas                                   | Ryanair (estacional)                                       |      |      |      |
| Malta             |                                                        |                                                            |      |      |      |
| Malta             | Aeropuerto Internacional de Malta                      | Ryanair                                                    |      |      |      |
| Países Bajos      |                                                        |                                                            |      |      |      |
| Eindhoven         | Aeropuerto de Eindhoven                                | Ryanair                                                    |      |      |      |
| Polonia           |                                                        |                                                            |      |      |      |
| Breslavia         | Aeropuerto de Breslavia-Copérnico                      | Ryanair                                                    |      |      |      |
| Cracovia          | Aeropuerto de Cracovia-Juan Pablo II                   | Ryanair (estacional)                                       |      |      |      |
| Gdansk            | Aeropuerto de Gdańsk-Lech Wałęsa                       | Ryanair                                                    |      |      |      |
| Katowice          | Aeropuerto Internacional de Katowice                   | Ryanair (estacional)                                       |      |      |      |
| Poznan            | Aeropuerto de Poznan-Ławica                            | Ryanair                                                    |      |      |      |
| Varsovia          | Aeropuerto de Varsovia-Modlin                          | Ryanair                                                    |      |      |      |
| Reino Unido       |                                                        |                                                            |      |      |      |
| Londres           | Aeropuerto de Londres-Stansted                         | Jet2.com / Ryanair                                         |      |      |      |
| Mánchester        | Aeropuerto de Mánchester                               | TUI Airways / Ryanair                                      |      |      |      |
| Newcastle         | Aeropuerto de Newcastle upon Tyne                      | Jet2.com (estacional) / Ryanair / TUI Airways (estacional) |      |      |      |
| Rumania           |                                                        |                                                            |      |      |      |
| Bucarest          | Aeropuerto Internacional de Bucarest-Henri Coandă      | Ryanair                                                    |      |      |      |
| Ucrania           |                                                        |                                                            |      |      |      |
| Kiev              | Aeropuerto Internacional de Borýspil                   | Ryanair                                                    |      |      |      |
| Leópolis          | Aeropuerto Internacional de Leópolis                   | Ryanair                                                    |      |      |      |

## Estadísticas
Ver fuente y consulta Wikidata.